# Leucaena
Leucaena é um género botânico pertencente à família Fabaceae.
Leucaena é um gênero de plantas com flor na subfamília Mimosoideae da família das leguminosas Fabaceae. Contém cerca de 24 espécies de árvores e arbustos. Eles são nativos das Américas e que vão desde o Texas, nos Estados Unidos, ao sul do Peru. O nome genérico é derivado da palavra grega λευκός (leukos), que significa "branco", referindo-se ao branco de suas flores, embora existam  espécies com flores de colocação amarela, vermela e rósea.

## Usos
Espécies de Leucaena são cultivadas de acordo com a variedade de usos, sendo usada como adubo verde, fonte de carvão, forragem do gado, para conservação do solo. Medicamentos anti-helmínticos (vermífugo) são feitos a partir de extratos de sementes de Leucaena em Sumatra, Indonésia.
Algumas espécies de Leucaena leucocephala (nomeadamente) tem frutos comestíveis quando imaturas as sementes.
As sementes de guaje (Leucaena esculenta) são comidos com sal no México. Em outras espécies, níveis elevados de mimosina, substância existente em toda a planta, pode levar à perda de cabelo e infertilidade em não ruminantes.

## Espécies
- Leucaena collinsii
- Leucaena confertiflora
- Leucaena cuspidata
- Leucaena diversifolia
- Leucaena esculenta
- Leucaena greggii
- Leucaena involucrata
- Leucaena lanceolata
- Leucaena lempirana
- Leucaena leucocephala
- Leucaena macrophylla
- Leucaena magnifica
- Leucaena matudae
- Leucaena mixtec
- Leucaena multicapitula
- Leucaena pallida
- Leucaena pueblana
- Leucaena pulverulenta
- Leucaena retusa
- Leucaena salvadorensis
- Leucaena shannonii
- Leucaena spontanea
- Leucaena trichandra
- Leucaena trichodes